# MV Avijan-10
El 24 de diciembre de 2021, el transbordador de pasajeros MV Avijan-10 se incendió en el río Sugandha, cerca de la ciudad de Jhalokati, en el sur de Bangladesh. El incidente provocó al menos 40 muertos y más de 100 heridos. Se informó de la desaparición de varias personas.

## Contexto
Cerca del 30 por ciento de los bangladesíes utilizan el río para desplazarse a sus lugares de trabajo, especialmente la clase baja. Los accidentes de ferry son habituales en el país, y "a menudo se atribuyen a la sobrepoblación o a la falta de normas de seguridad".

## Accidente
El MV Avijan-10, de tres cubiertas, viajaba de Dacca a Barguna, un viaje de 250 kilómetros (155 millas). El ferry tenía una capacidad de 310 personas, pero transportaba a 800 pasajeros, muchos de los cuales regresaban a casa para pasar el fin de semana. El incendio se desató frente a la costa de Jhalokati en el río Sugandha, alrededor de las 03:00, cuando muchos de los pasajeros estaban durmiendo. Según el subdirector del Servicio de Bomberos y Defensa Civil de Brishal, el incendio comenzó en la sala de máquinas y se extendió rápidamente a otras partes del ferry.
Uno de los pasajeros afirmó que el ferry parecía tener problemas con el motor antes del incendio. Más tarde, el motor se llenó de humo. Algunos pasajeros saltaron al río y nadaron hasta la orilla para escapar del fuego. El Daily Star informó que 15 unidades de bomberos llegaron al lugar en los 50 minutos siguientes al incendio y que la situación quedó bajo control a las 05:20. Una densa niebla dificultó las operaciones de rescate.
Según un funcionario local, el barco tuvo que anclarse en la ribera de un río de la cercana aldea de Diakul. Zohar Ali, el administrador jefe del distrito, afirmó que pasaron entre 4 y 5 horas antes de que se extinguiera el fuego. El barco tardó otras 8 horas en enfriarse.

## Víctimas
El jefe de la policía local, Moinul Islam, declaró que se recuperaron 37 cadáveres. La mayoría de las víctimas murieron a causa del incendio o se ahogaron durante la huida. Además, 70 pasajeros heridos fueron hospitalizados, siete de los cuales sufrieron quemaduras graves y se encontraban en estado crítico. El número de muertos aumentó a 40 al día siguiente.
Para el 25 de diciembre, las autoridades habían enterrado al menos veintitrés cadáveres que no habían sido reclamados. Un funcionario del gobierno dijo a los periodistas que había una lista de 17 personas cuyo paradero se desconocía, pero que otras podrían no haber sido reportadas como desaparecidas.

## Investigación
Tras el accidente, el gobierno creó un comité especial para investigar el incendio e informar los resultados en el plazo de tres días.
Según The Daily Star, el capitán del barco no amarró correctamente la lancha después de que se apagaran los motores y abandonó el barco sin echar el ancla. La lancha se desplazó río abajo durante más de 30 minutos antes de detenerse cerca de Diakul. La puerta principal de la lancha también estaba cerrada, lo que impedía que la gente escapara. Además, los funcionarios de la oficina de Barishal de la Autoridad de Transporte Fluvial de Bangladesh dijeron que se suponía que la lancha tendría un capitán de primera clase, pero en su lugar tenía dos capitanes de segunda clase.
Se cree que un fallo en el motor fue la causa del incendio. Los dos motores anteriores del buque fueron reemplazados en noviembre por uno de los propietarios del buque, Hanjalal Sheikh, por falta de eficiencia de combustible sin que se le concediera permiso ni se informara al Departamento de Transporte de los cambios. El propietario declaró que no sabía que se requería permiso. Se cree que el fallo del motor comenzó como un problema menor, que luego progresó porque nadie lo arregló. Sheikh fue arrestado el 27 de diciembre por el Batallón de Acción Rápida.